# Tamar Eszel
Tamar Eszel (hebr. ‏תמר אשל‎, ang. Tamar Eshel; ur. 24 lipca 1920 w Londynie, zm. 24 lipca 2022 w Jerozolimie) – izraelska dyplomatka i polityk, w latach 1977–1984 poseł do Knesetu z listy Koalicji Pracy.

## Życiorys
Urodziła się 24 lipca 1920 w Londynie. Ukończyła studia orientalne na University of London.
Działała w różnych organizacjach syjonistycznych i kobiecych. Była przedstawicielem Izraela w różnych ciałach Organizacji Narodów Zjednoczonych. Była doradcą politycznym burmistrza Jerozolimy oraz członkiem rady miejskiej.
W wyborach parlamentarnych w 1977 po raz pierwszy dostała się do izraelskiego parlamentu z listy Koalicji Pracy.  W dziewiątym Knesecie zasiadała w komisjach budownictwa oraz spraw wewnętrznych i środowiska, a także kilku podkomisjach. W wyborach w 1981 uzyskała reelekcję. W dziesiątym Knesecie zasiadała w komisjach spraw wewnętrznych i środowiska; spraw gospodarczych oraz kontroli państwa. Przewodniczyła także podkomisji walki z wypadkami drogowymi oraz ds. raportu ombudsmana. W kolejnych wyborach utraciła miejsce w parlamencie.